# Werner Koch
Werner Koch (Düsseldorf, 11 de julio de 1961) es un programador alemán de software libre. Es conocido por ser el autor principal de GNU Privacy Guard (GnuPG o GPG). También fue jefe de oficina y vicecanciller alemán de la Free Software Foundation Europe. Es el ganador del Award for the Advancement of Free Software en 2015 por fundar GnuPG.
- Datos: Q3567326
- Multimedia: Werner Koch / Q3567326